# Estación Lugano
Villa Lugano es una estación ferroviaria del barrio homónimo de la Ciudad de Buenos Aires, Argentina.

## Servicios
La estación corresponde al Ferrocarril General Belgrano de la red ferroviaria argentina, en el ramal de la línea Belgrano Sur que conecta las terminales Sáenz y González Catán.

### Diagrama
| Plataforma lateral |                                                     |
| Andén 2            | Trenes comunes a Sáenz (próxima Presidente Illia) → |
| Andén 1            | ← Trenes a González Catán(próxima Villa Madero)     |
| Plataforma lateral |                                                     |

## Historia
La Estación fue inaugurada por la Compañía General de Ferrocarriles en la Provincia de Buenos Aires el 18 de octubre de 1909, fecha que da origen al nombre del barrio. A diferencia de otras estaciones típicamente inglesas, presenta una arquitectura ecléctica, con algunos elementos art-nouveau, como las marquesinas de hierro al frente y sobre el andén, quizás en correspondencia con los capitales belgas y franceses de la compañía ferroviaria. El edificio de pasajeros no era muy distinto de las residencias que poblaban la villa a principio de siglo XX. En su planta alta estaba la residencia del jefe de la estación, mientras que en el piso bajo estaban la boletería, las dos salas de espera (una para señoras), una sala para el telégrafo y un local para equipajes y encomiendas.